# James Brown
James Joseph Brown (ur. 3 maja 1933 w Barnwell, zm. 25 grudnia 2006 w Atlancie) – amerykański piosenkarz, kompozytor, instrumentalista, osobowość sceniczna.
James Brown uznawany jest za prekursora gatunków rhythm and blues, soul i funk. Muzyka Browna wywodzi się z fuzji bluesa i gospel z instrumentalnym, tanecznym jazzem oraz sporymi wpływami muzyki latynoskiej. Muzyka ta, oparta na bogatym instrumentarium obejmującym rozbudowaną sekcję instrumentów perkusyjnych i dętych, cechuje się wielką żywiołowością. Brown jako wokalista charakteryzuje się mocnym, ekspresyjnym głosem. Jego technika wokalna, pełna zaśpiewów i ozdobników, czyni go jednym z najłatwiej rozpoznawalnych wokalistów soulowych. Dotyczy to również jego emocjonującego i ekstatycznego scenicznego emploi, będącego szczerą projekcją charyzmy artysty. James Brown był artystą bardzo płodnym. W ciągu długiej kariery, rozciągającej się od końca lat pięćdziesiątych do wczesnych osiemdziesiątych XX wieku, wydawał średnio po cztery albumy rocznie, a w rekordowym 1968 roku aż dziewięć. Wylansował wiele utworów, które są dziś standardami muzyki rozrywkowej, takich jak „It’s a Man’s Man’s Man’s World”, „I Got You (I Feel Good)” czy „Get Up (I Feel Like Being a) Sex Machine”. Kariera została przerwana finansowymi i prawnymi kłopotami artysty, które doprowadziły do kontrowersyjnego procesu kryminalnego (nadużycia podatkowe) i uwięzienia. W końcu lat dziewięćdziesiątych Brown powrócił do studia nagraniowego i na scenę, choć nie udało mu się już odzyskać dawnej popularności.
W 1986 roku Brown został wprowadzony do Rock and Roll Hall of Fame.
W 1980 roku wziął udział w filmie muzycznym Blues Brothers, gdzie zagrał rolę wielebnego Cleophusa Jamesa. Pojawił się również w filmie Blues Brothers 2000 z 1998 roku, gdzie zagrał rolę dyrygenta chóru gospel.
James Brown zmarł w wieku 73 lat w wyniku komplikacji związanych z zapaleniem płuc. Ciało muzyka zostało złożone w złotej trumnie i na czas budowy publicznego mauzoleum, umieszczone w prywatnej rodzinnej krypcie w Karolinie Południowej.
Jego twórczość oraz występy miały wpływ na kształtowanie się kultury oraz muzyki hip-hopowej.

## Dyskografia
- 1959: Try Me!
- 1959: Please Please Please
- 1960: Think

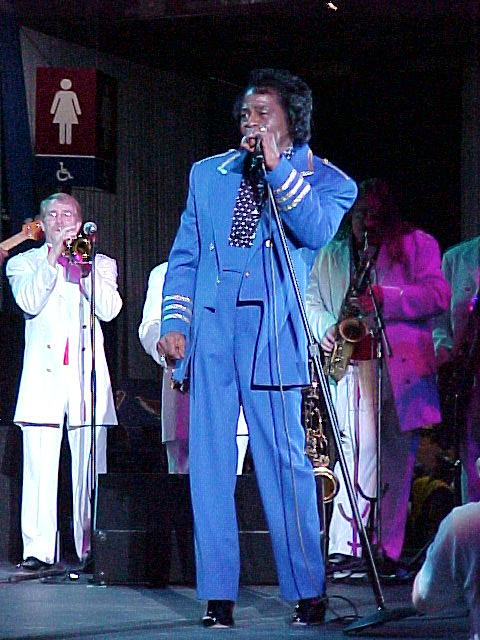
Brown podczas NBA All-Star Game (2001)

- 1961: James Browns Presents His Band
- 1961: The Amazing James Brown
- 1961: Night Train
- 1962: Shout & Shimmy
- 1962: Tours the U.S.A.
- 1962: Jump Around
- 1963: Live at the Apollo
- 1963: Prisoner of Love
- 1964: Pure Dynamite! Live at the Royal
- 1964: Showtime
- 1964: Out of Sight
- 1964: Grits & Soul
- 1965: Papa’s Got a Brand New Bag
- 1965: James Brown Plays James Brown
- 1965: Papa’s Got a Brand New Bag
- 1966: I Got You (I Feel Good)
- 1966: James Brown Plays New Breed
- 1966: It’s a Man’s Man’s Man’s World
- 1966: Handful of Soul
- 1966: Mighty Instrumentals
- 1966: James Brown Sings Christmas Songs
- 1967: Sings Raw Soul
- 1967: Live at the Garden
- 1967: James Brown Plays the Real Thing
- 1967: Cold Sweat
- 1968: I Can’t Stand Myself When You Touch Me
- 1968: I Got the Feelin’
- 1968: James Brown Plays Nothing But Soul
- 1968: Live at the Apollo
- 1968: James Brown Sings out of Sight
- 1968: James Brown Presents His Show of Tomorrow
- 1968: Soul Party
- 1968: A Soulful Christmas
- 1968: A Thinking About Little Willie
- 1969: Say It Loud, I’m Black and I’m Proud
- 1969: Gettin’ Down to It
- 1969: It’s a Mother
- 1969: The Popcorn
- 1969: Plays Rhythm & Blues
- 1969: Excitement
- 1970: Ain’t It Funky
- 1970: Soul on Top
- 1970: It’s a New Day – So Let a Man Come In
- 1970: Sex Machine (na żywo)
- 1970: Hey America
- 1971: She Is Funky Down Here
- 1971: Hot Pants
- 1971: Revolution of the Mind (na żywo)
- 1971: Super Bad (na żywo)
- 1971: Soul Brother No. 1
- 1972: There It Is
- 1972: Get on the Good Foot
- 1973: Black Caesar
- 1973: Slaughter’s Big Rip-Off
- 1973: The Payback
- 1974: Hell
- 1974: Reality
- 1975: Sex Machine Today
- 1975: Everybody’s Doin’ the Hustle
- 1976: Get up Offa That Thing
- 1976: Bodyheat
- 1976: Hot
- 1977: Mutha’s Nature
- 1977: Strangers
- 1978: Jam/1980’s
- 1978: Take a Look at Those Cakes
- 1979: The Original Disco Man
- 1979: Mister Dynamite
- 1980: People
- 1980: Hot on the One (na żywo)
- 1980: Soul Syndrome
- 1981: Nonstop!
- 1981: The Third Coming
- 1981: Live in New York
- 1981: Special
- 1982: Mean on the Scene (na żywo)
- 1983: Bring It On!
- 1985: Live in Concert
- 1986: Gravity
- 1988: I’m Real
- 1991: Love Over-Due
- 1992: Universal James
- 1995: Live at the Apollo
- 1998: I’m Back
- 1999: The Merry Christmas Album
- 2001: Get up Offa That Thing (na żywo)
- 2002: Super Bad – Live
- 2002: Startime Live
- 2002: In Concert (na żywo)